# Mersad Kovačević
Mersad Kovačević (* 15. Oktober 1956 in Tuzla, SFR Jugoslawien, heute Bosnien und Herzegowina) ist ein ehemaliger jugoslawischer Fußballspieler.

## Karriere
Kovačević begann seine Karriere bei FK Sloboda Tuzla. Dort spielte er insgesamt elf Jahre und wechselte danach in die Türkei zu Beşiktaş Istanbul. In seiner ersten Saison bei den Schwarzen Adlern erzielte Kovačević in 34 Ligaspielen 17 Tore. In der darauffolgenden Spielzeit 1985/86 schoss er erneut 17 Tore und wurde mit seinen Teamkameraden türkischer Meister.
Zur Saison 1986/87 wechselte der Stürmer zu Galatasaray Istanbul. Während seiner Zeit bei Galatasaray wurde Kovačević jeweils zweimal türkischer Meister und türkischer Supercupsieger. 1989 verließ Mersad Kovačević die Gelb-Roten und wechselte in die 2. türkische Liga zu Göztepe Izmir, dort beendete er 1990 seine Karriere.

## Erfolge
Beşiktaş Istanbul
- Türkische Meisterschaft: 1986

Galatasaray Istanbul
- Türkische Meisterschaft: 1987, 1988
- Cumhurbaşkanlığı Kupası: 1987, 1988